# محسن ابوالقاسمی
محسن ابوالقاسمی (زادهٔ ۱۳۱۵ در ملایر –  درگذشتهٔ ۱۸ بهمن ۱۳۹۷)استاد دانش‌آموختهٔ زبان و ادبیات فارسی و فرهنگ و زبان‌های باستانی دانشگاه تهران و رئیس پژوهشکدهٔ فرهنگ ایران در بنیاد فرهنگ ایران (پژوهشگاه علوم انسانی و مطالعات فرهنگی) بود. او دانش‌آموختهٔ زبان‌های فارسی نو و باستان از دانشکدهٔ مطالعات مشرق‌زمین و آفریقا در لندن و از شاگردان استادان بنامی چون هنینگ و بویس بوده‌است. به پاس خدمات او جشن‌نامه‌ای با عنوان یشت فرزانگی به اهتمام سیروس نصرالله‌زاده و عسکر بهرامی در سال ۱۳۸۴ منتشر شد.

## گزیدهٔ آثار
- تاریخ زبان فارسی - ۱۳۷۳ (چاپ سوم و چاپ دوازدهم با تجدیدنظر)[۵]
- قاموس: دفترنخست (آ ـ آپونیس)
- تحول معنی واژه در زبان فارسی
- دستور تاریخی زبان فارسی - ۱۳۷۵ (چاپ چهارم با تجدیدنظر و چاپ نهم با اصلاحات)[۶]
- پنج گفتار در دستور تاریخی زبان فارسی
- تاریخ مختصر زبان فارسی
- ریشه‌شناسی (اتیمولوژی)
- ماده‌های فعل‌های فارسی دری
- زبان فارسی و سرگذشت آن
- راهنمای زبان‌های باستانی ایران
- مانی به روایت ابن‌الندیم (ترجمه)
- دین‌ها و کیش‌های ایرانی در دوران باستان به روایت شهرستانی (مترجم)
- یسن ۵۳: وهیشتوایش‌گات: اندرز زردشت
- شعر در ایران پیش از اسلام[۷]